# Полоцкая епархия
По́лоцкая епархия (бел. Полацкая епархія) — епархия Белорусского экзархата Русской православной цекви, включающая западную часть Витебской области с центром в Полоцке. Исторически правящие епископы имели разное титулование: Полоцкие; архиепископы Полоцкие и Витебские; Полоцкие, Витебские и Мстиславские; Полоцкие и Великолуцкие; епископы Полоцкие и Виленские; Полоцкие и Глубокские.

## История
Полоцкая епархия ведет свою историю от 992 года, когда здесь была учреждена первая епископская кафедра. Это событие относится ко времени правления князя Изяслава, сына равноапостольного Владимира и полоцкой княжны Рогнеды.
В X—XIII веках в её состав входила территория с городами Витебск, Минск, Изяславль, Логойск, Слуцк, Друцк, Новогрудок, Орша, Лукомль.
С 1391 года кафедра получила статус архиепископии.
Состояла в канонической юрисдикции: Киево-Литовской митрополии Константинопольского патриархата (1315—1329, 1356—1362, 1415—1419); Киевской митрополии (1620—1628). После взятии Полоцка в 1563 году войсками Ивана Грозного на некоторое время перешла в ведение Московской митрополии.
С октября 1596 года по октябрь 1620 года, с августа 1628 года по июнь 1657 года епархия оставалась без епископского возглавления в связи с отпадениями духовенства в унию. В 1662 году в связи с активной антиправославной политикой властей епархия окончательно пресеклась.
В 1833 году епархия была возрождена и именовалась Полоцкой и Виленской. В её состав вошли земли Витебской, Виленской и Курляндской губерний. С 1840 года епархия именовалась Полоцкой и Витебской.
В 1840—1856 годах действовала Полоцкая духовная семинария. В 1856 году она была переведена в Витебск, но продолжала именоваться Полоцкой до декабря 1871 года.
К началу Второй мировой войны на Полоцкой земле не осталось ни одного действующего храма. Епархия прекратила своё существование.
Во время войны открылось несколько храмов и Спасо-Ефросиниевский монастырь.
В 1955 году в Витебской области насчитывалось 26 церквей, но 10 из них и Спасо-Евфросиниевский монастырь были закрыты во время хрущёвских гонений на Церковь.
Церковная жизнь стала восстанавливаться только в конце 1980-х годов. 6 июля 1989 года Полоцкая епархия была возрождена.

## Современное состояние
Территория епархии включает: территории Браславского, Верхнедвинского, Глубокского, Докшицкого, Миорского, Полоцкого, Поставского, Россонского, Ушачского, Шарковщинского районов.
Кафедральные соборы: Богоявленский (Полоцк), Собор Рождества Пресвятой Богородицы (Глубокое).
Насчитывает: 111 приходов; 61 священнослужителя (56 священников, 5 диакона).
Правящий архиерей с 30 августа 2019 года — Игнатий (Лукович) епископ Полоцкий и Глубокский.

### Благочинные округа
Выделяют 10 благочиний. По состоянию на октябрь 2022 года:
- Полоцкое благочиние (16 приходов)
- Глубокское благочиние (18 приходов)
- Браславское благочиние (8 приходов)
- Верхнедвинское благочиние (9 приходов)
- Докшицкое благочиние (13 приходов)
- Миорское благочиние (14 приходов)
- Поставское благочиние (7 приходов)
- Шарковщинское благочиние (8 приходов)
- Россонское благочиние (2 прихода)
- Ушачское благочиние (5 приходов)

### Монастыри
- Пантелеимонов женский монастырь (Браслав, ул. Советская, 38)
- Михаило-Архангельский женский монастырь (Глубокое, ул. Ф. Скорины, 77)

Также на территории епархии действует Спасо-Евфросиниевский женский монастырь — ставропигиальный монастырь Белорусского экзархата.

## Список епархиальных архиереев

### Полоцкая епархия Киевской митрополии
Епископы Полоцкие
неизвестные
- святой Мина (1105—1116)
- Илия (1120—1128)
- Косма Грек (1143—1156)
- святой Дионисий (1167—1182/1183)
- Николай Грек (1182/1183)
- Каллист I
- Владимир (1218)
- Николай (1218)
- Алексий (с 1231)
- Симеон I, св. (до 1271)
- Иаков (1300[7])
- Григорий I (1331)

Архиепископы Полоцкие
- Феодосий Грек (1391—1415)[8]
- Фотий (1415)
- Симеон II (1450—1456)

Архиепископы Полоцкие и Витебские
- Каллист II (1458—1459)
- Симеон III (? —1481)
- Иона Глезна (? —1492)
- Лука (1492—1503)
- Евфимий (Окушкович-Босский) (1504—1512)
- Симеон IV (1513)
- Иосиф (Русин) (1516—1523)
- Киприан I (?)
- Нафанаил I (1524—1533)

Архиепископы Полоцкие, Витебские и Мстиславские
- Мисаил (1534)
- Симеон V (1534—1549)[9]
- Герман (Литавар-Хребтович) (1551—1558)
- Герасим (Корсак) (1558— ?)
- Григорий (Волович) II (? —1562)
- Арсений (Шишка / Шишко) (1562—1563)
- Трифон (Ступишин) (1563—1566)
- Варсонофий (Валах) (1563—1576)
- Афанасий (Палецкий) (1566—1568)
- Антоний (1568 — 1572)
- Феофан (Рпинский) (1576—1588)
- Киприан II (? — 1579)
- Афанасий (Терлецкий)[пол.] (1588—1591/1592)
- Нафанаил (Селицкий-Белицкий)[пол.] (1592—1595)
- Григорий (Загорский) (1595—1596)
- Мелетий (Смотрицкий) (1620—1628) отпал в унию
- Иоасаф (1629) отпал в унию
  - Сильвестр (Косов) (1635—1654) в/у, митр. Киевский
- Иоаким (Дьяконович) (1654/1655—1656)

Епископы Полоцкие и Витебские
- Каллист (Дорофеевич-Рыторайский) III (июне 1657—1662)

### Полоцкая епархияРусской православной церкви
Епископы Полоцкие и Виленские
- Смарагд (Крыжановский) (30 апреля 1833 — 5 июня 1837)
- Исидор (Никольский) (5 июня 1837 — 6 апреля 1840)

Епископы Полоцкие и Витебские
- Василий (Лужинский) (7 июля 1840 — 27 марта 1866)
- Савва (Тихомиров) (16 июня 1866 — 7 декабря 1874)
- Викторин (Любимов) (7 декабря 1874 — 6 марта 1882)
- Маркелл (Попель) (6 марта 1882 — 25 февраля 1889)
- Антонин (Державин) (14 марта 1889 — 3 сентября 1893)
- Александр (Закке-Заккис) (3 сентября 1893 — 18 июля 1899)
- Тихон (Никаноров) (20 августа 1899 — 4 июня 1902)
- Серафим (Мещеряков) (4 июня 1902 — 25 июля 1911)
- Никодим (Боков) (25 июля 1911 — 8 марта 1913)
  - Пантелеимон (Рожновский) (3 ноября — 18 декабря 1913) в/у, еп. Двинский
- Владимир (Путята) (8 марта 1913 — 11 июля 1914)
- Иннокентий (Ястребов) (11 июля 1914 — 10 января 1915)
- Кирион (Садзаглишвили) (10 января 1915 — 1 августа 1917)
- Иннокентий (Ястребов) (сентябрь 1917 — 6 марта 1918)
  - Пантелеимон (Рожновский) (1918) в/у, еп. Двинский
- Серафим (Александров) (19 марта 1918 — 22 апреля 1918)
- Иоанн (Поммер) (22 апреля 1918 — сентябрь 1918)
- Иннокентий (Ястребов) (сентябрь 1918—1926)
  - Нектарий (Трезвинский) (1924—1925) в/у
  - Алексий (Буй) (1925—1926)
- Павлин (Крошечкин) (14 октября 1926 — 1 декабря 1927)
- Гавриил (Воеводин) (декабрь 1927 — декабрь 1928)
- Николай (Покровский) (1931—1933)
- Тихон (Русинов) (13 февраля 1933 — 27 июля 1935)
  - Феофан (Семеняко) (1935) в/у
- Афанасий (Мартос) (1941—1944)
  - Питирим (Свиридов) (1949—1959) в/у
- Димитрий (Дроздов) (23 июля 1989 — 7 июля 1992)

Епископы Полоцкие и Глубокские
- Глеб (Савин) (12 августа 1992 — 28 декабря 1996)
- Филарет (Вахромеев) (28 декабря 1996 — 17 июля 1997) в/у, митр. Минский
- Феодосий (Бильченко) (10 августа 1997 — 30 августа 2019)
- Игнатий (Лукович) (с 30 августа 2019)

## Галерея

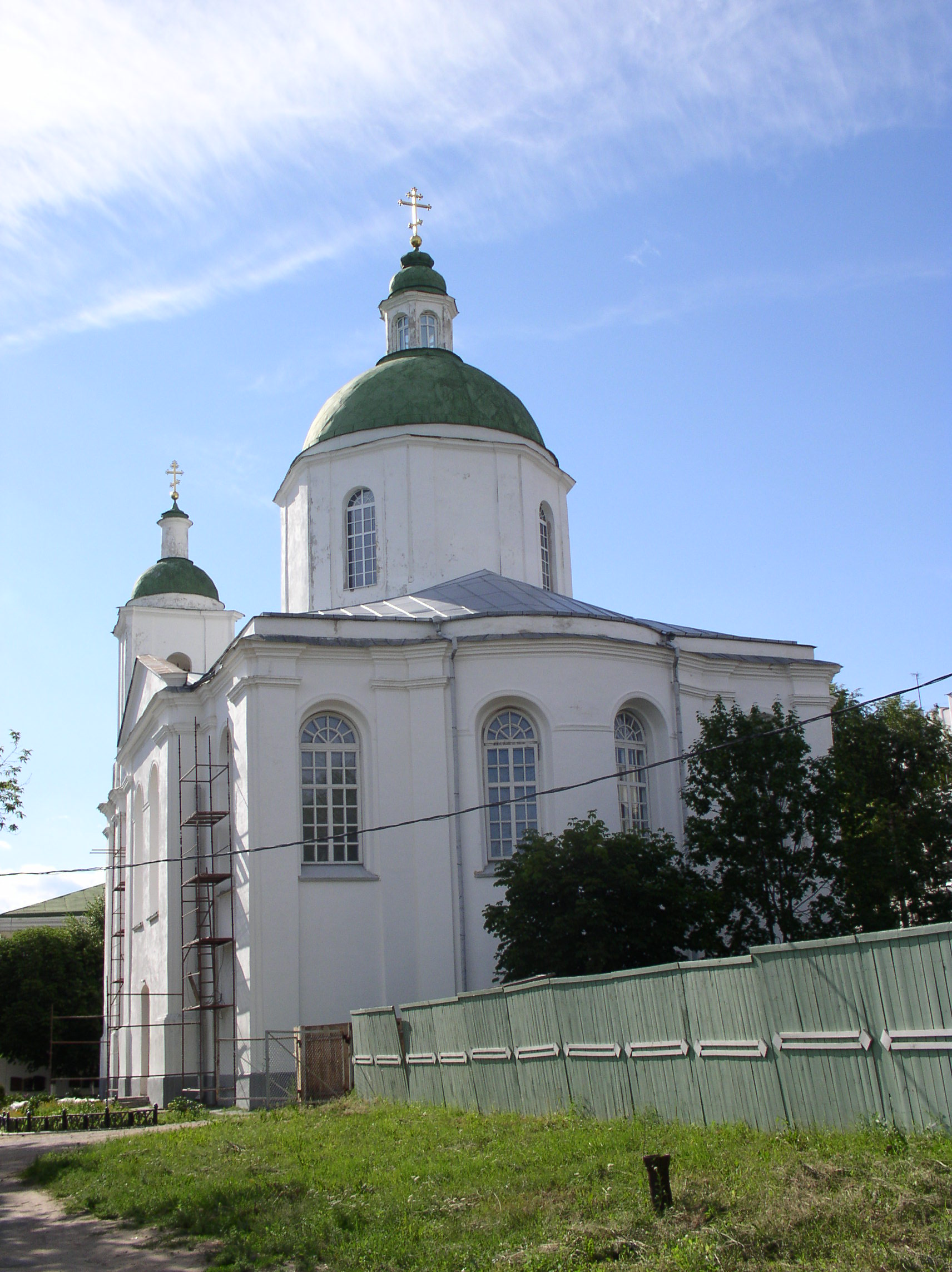
Богоявленский собор в Полоцке
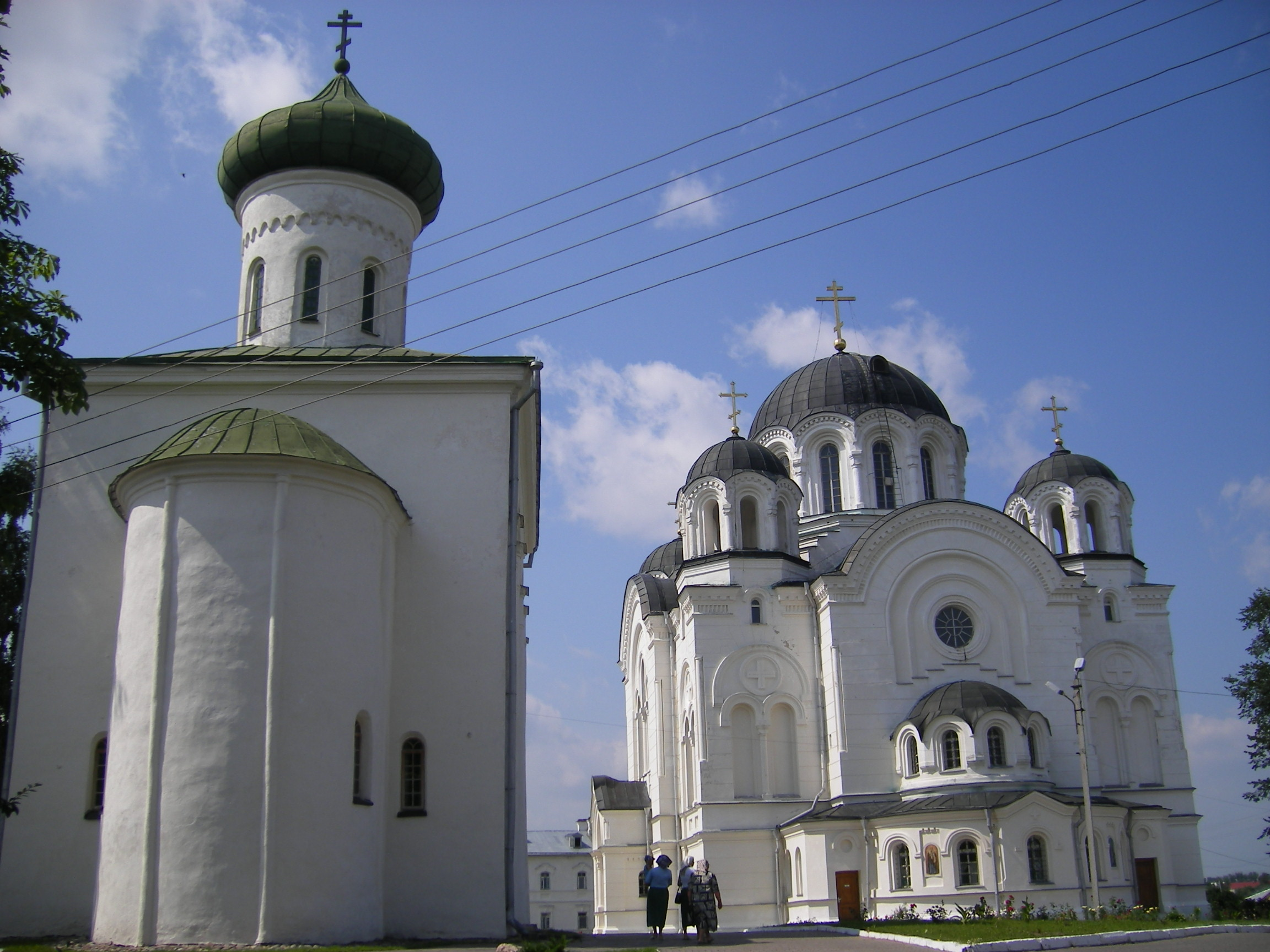
Ефросиньевский женский монастырь в Полоцке
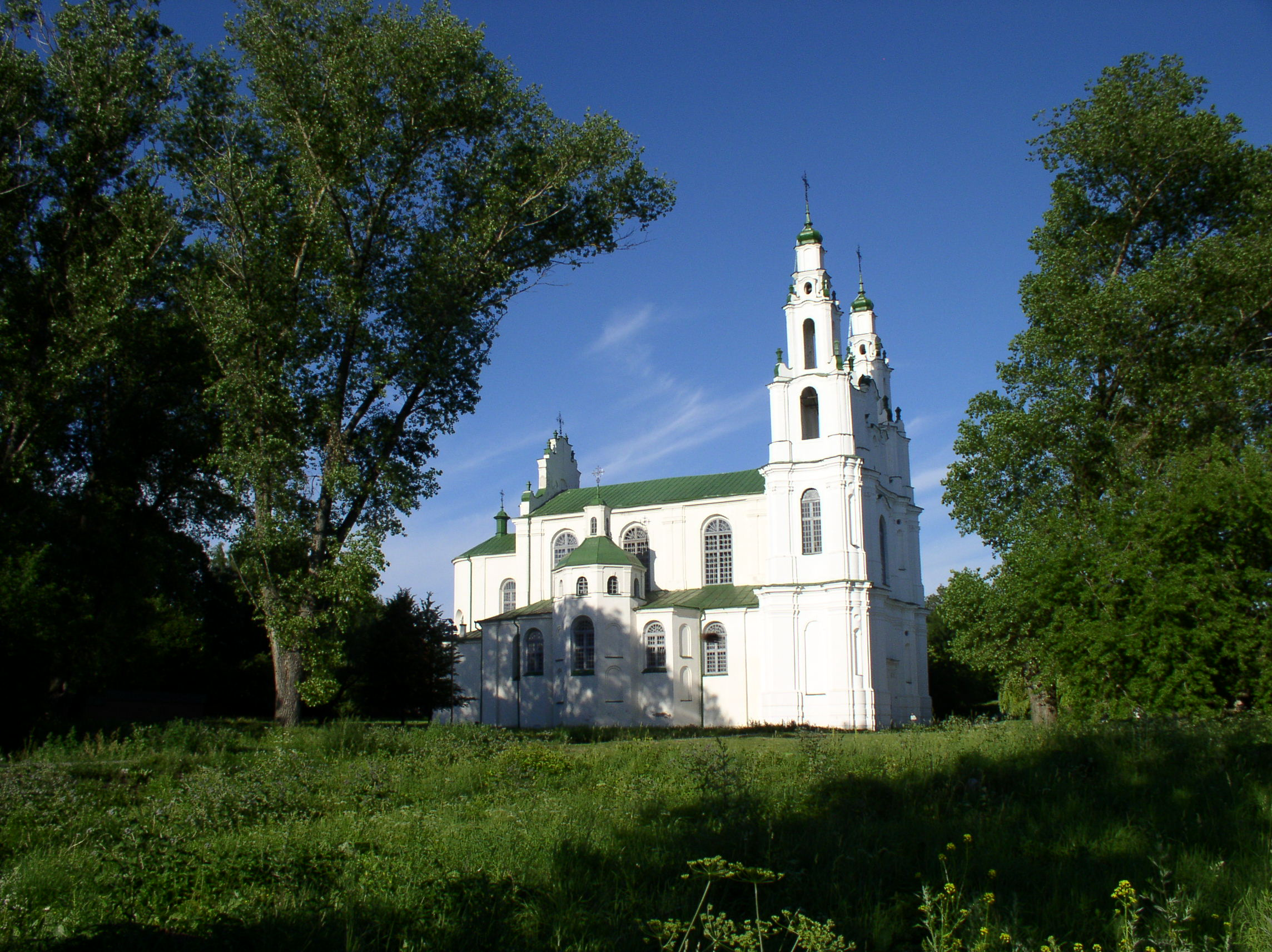
Софийский собор в Полоцке
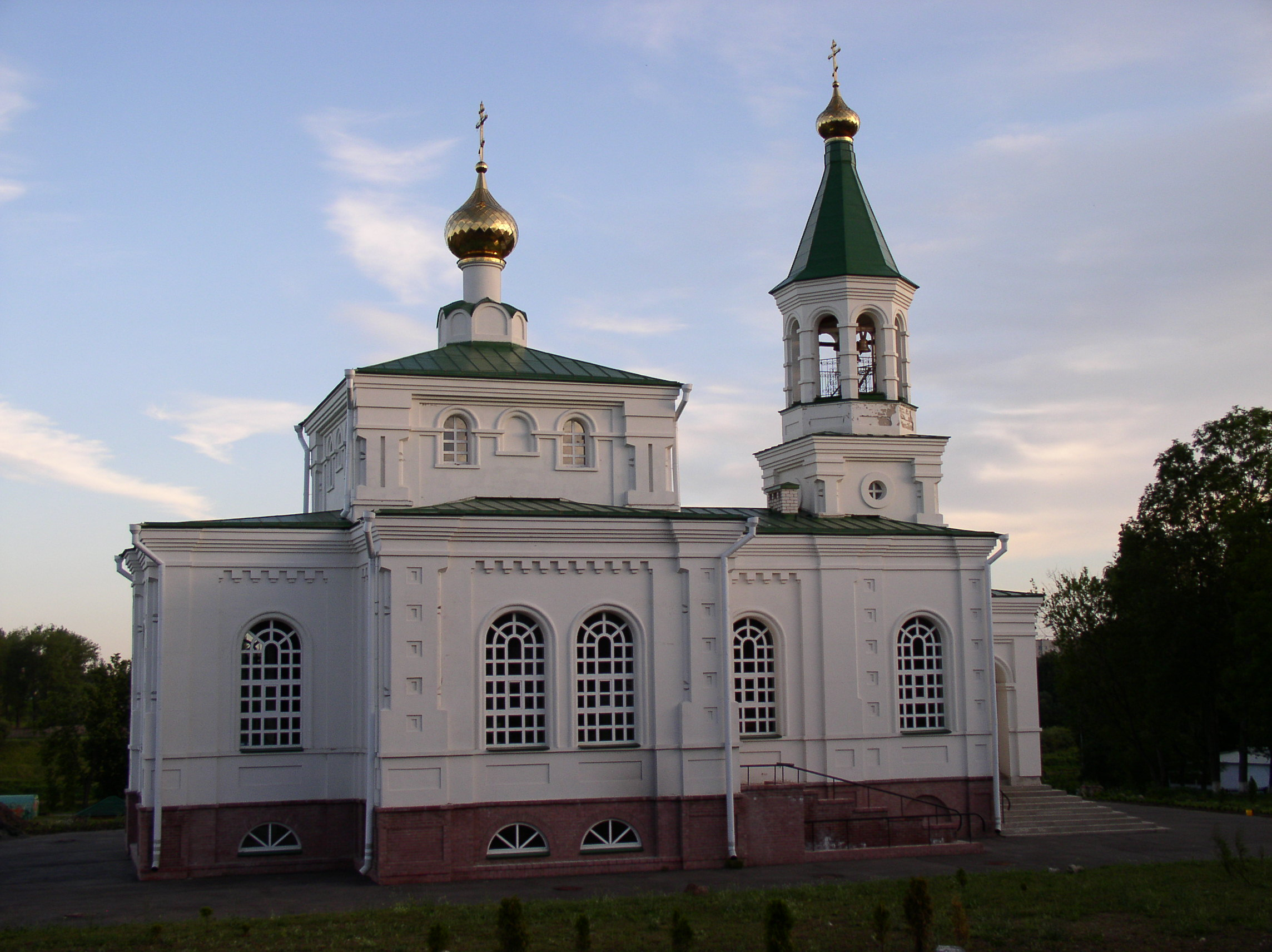
Церковь Покрова Пресвятой Богородицы в Полоцке